# 위례성대로
위례성대로(한자: 慰禮城大路, 영어 : Wiryeseong-daero)은 대한민국 서울특별시 송파구 방이동 몽촌토성역에서부터 서울특별시 송파구 오금동 오륜사거리까지를 잇는 왕복 10차선 도로이다.
위례신도시와는 관련이 없다.
위례성대로는 올림픽공원과 마주보고 있으며, 이로 인해 경관이 좋아 대로변을 따라 미국 뉴욕 센트럴파크 주변과 같이 고급 주택들이 많이 건설되어 있다.

## 역사
- 1986년 5월 31일 : 위례성길로 정해졌다.
- 2009년 7월 10일 : 위례성길이 위례성대로(몽촌토성역 - 오륜사거리, 2.7 km)로 변경되었다.

## 구간
서울특별시 송파구

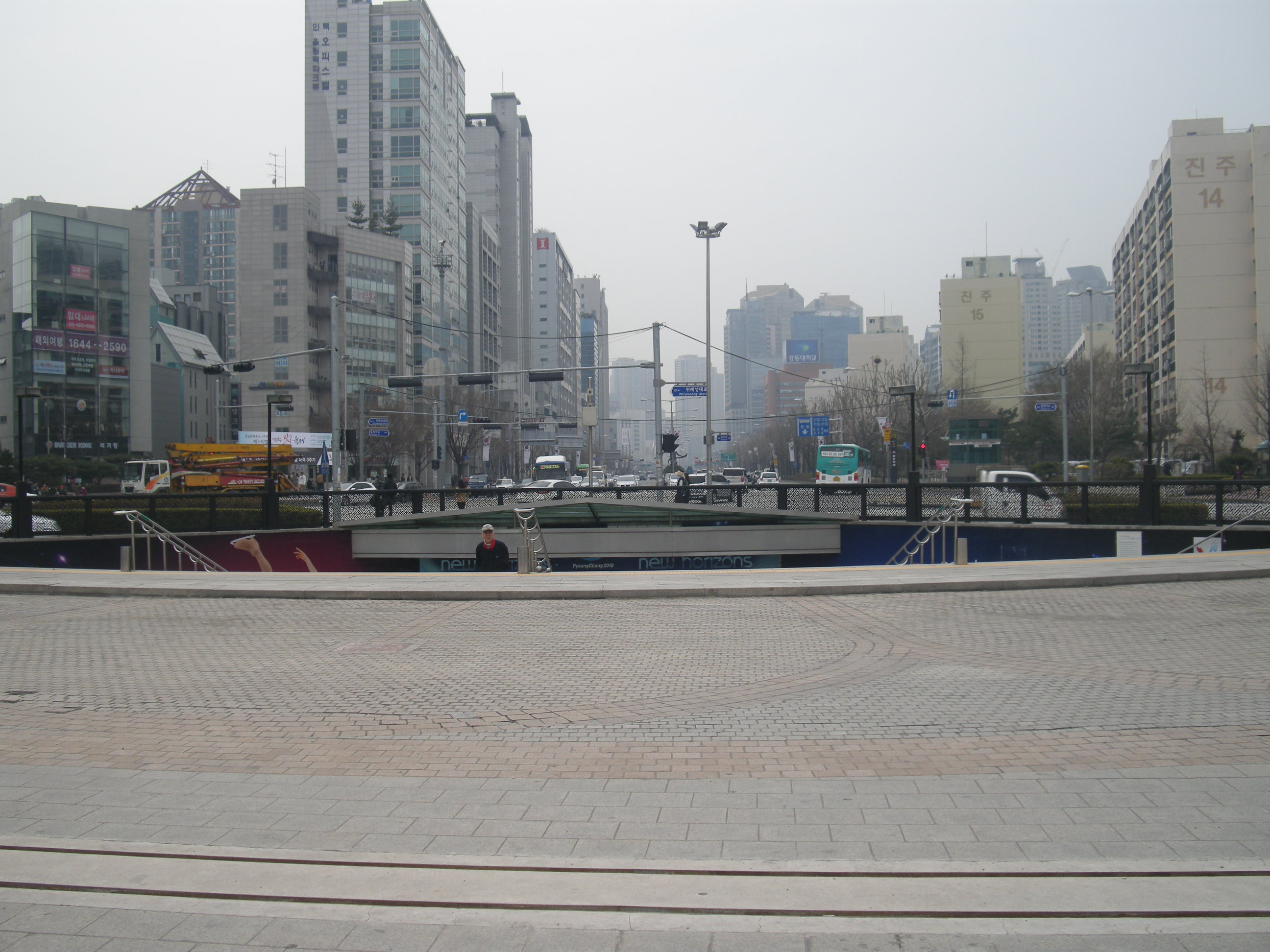
위례성대로의 기점인 몽촌토성역 (올림픽공원삼거리)

몽촌토성역(올림픽로 강남방면 직결) - 올림픽공원 남4문삼거리(한성백제역) - 서울방이초등학교삼거리(가락로)  - 올림픽공원 남2문 - 올림픽공원사거리 - 올림픽선수촌아파트삼거리 - 오륜사거리

## 주요 건물 및 시설
- 한미약품 본사 (서울특별시 송파구 위례성대로 14)
- (주)우아한형제들 - 배달의민족 본사 (서울특별시 송파구 위례성대로 2)
- 한양건설 본사 (서울특별시 송파구 위례성대로 34)
- 임마누엘교회 (서울특별시 송파구 위례성대로 28)
- 해태그린피아빌라트
- 올림픽베어스타운아파트
- 한승오디브
- 서울방이초등학교
- 태평양파크빌라트 (서울특별시 송파구 위례성대로 102)
- 볼보자동차 코오롱모터스
- 약진통상 본사 (서울특별시 송파구 위례성대로 138)

1. ↑  조선비즈 (2021년 4월 19일). “고급 빌라트올림픽공원주변 '속속'”. 2021년 11월 12일에 확인함.
2. ↑  “네이버 뉴스 라이브러리”. 2021년 11월 12일에 확인함.